# Lijst van bergpassen over de hoofdkam van de Alpen

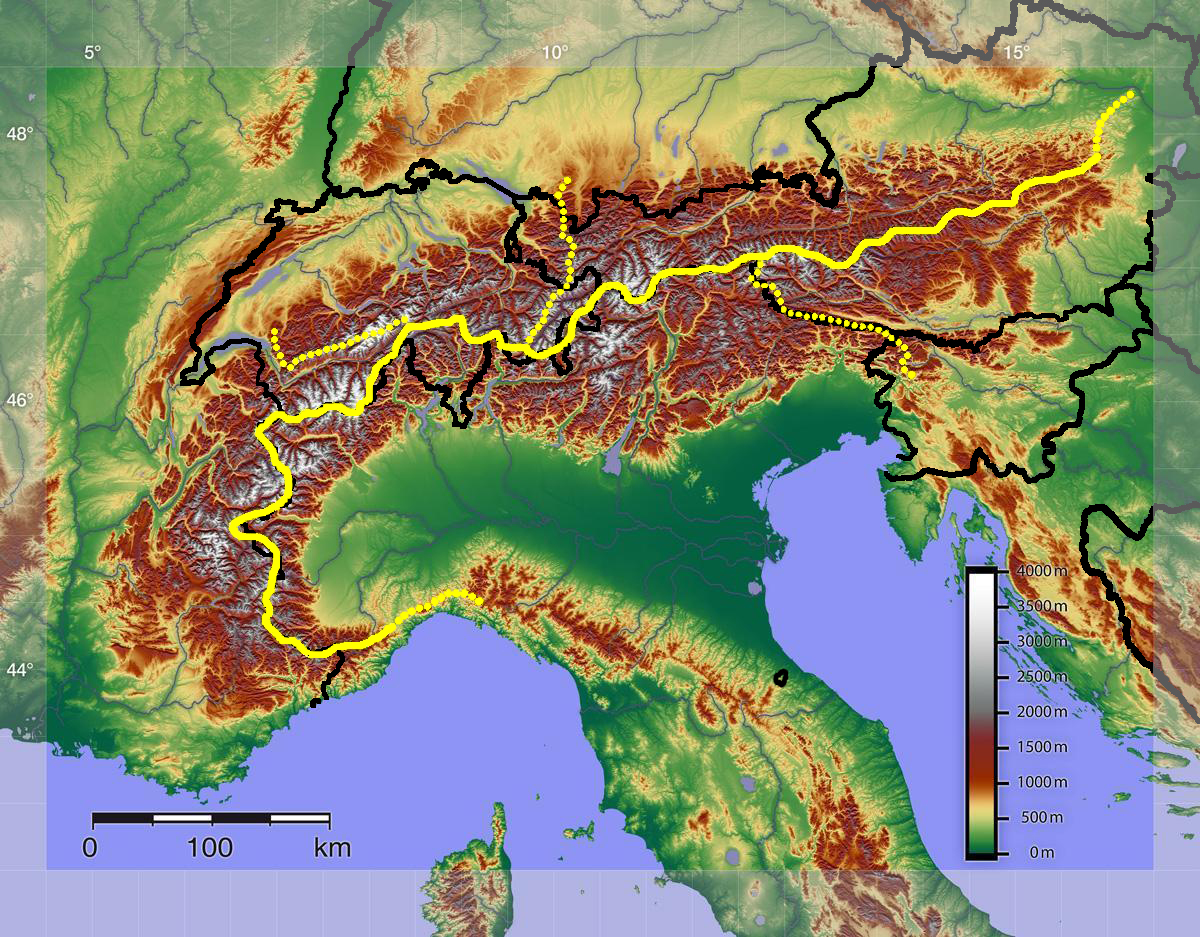
Hoofdkam van de Alpen met aanduiding van bijkomende waterscheidingen

Dit is een lijst van bergpassen over de hoofdkam van de Alpen.
Als meest zuidwestelijke pas van de 'echte' Alpen wordt de Tendapas genomen. Een andere mogelijke cesuur is de grens tussen Alpen en Appenijnen bij de Cadibonapas.
Het oostelijke einde van de 'echte' Alpen op de kam van de Niedere Tauern wordt soms bij de Radstädter Tauernpas, de Schoberpas (849 m) of op de Leopoldsberg bij Wenen gelegd. Dit overzicht eindigt bij de Schoberpas, zodat de Triebener Tauernpas de laatste opgenomen bergpas vormt. In het oosten wordt naast de hoofdkam over de Niedere Tauern soms ook een tweede hoofdkam naar de Julische Alpen onderscheiden. Deze laatste verloopt vanaf de Dreiherrnspitze via het Toblachzadel en de Camporossopas naar de Julische en Kamnische Alpen. 

## Lijst
Pasovergangen via wandelpaden zijn opgenomen wanneer ze lager zijn dan naburige passen voor wegverkeer. De opname van alle overgangen voor voetverkeer zou de lijst ettelijke malen langer maken.
| Bergpas                 | Hoogte | Type                   | Blijft open in winter? | Van (N)            | Naar (Z)                   | Opmerking |
| ----------------------- | ------ | ---------------------- | ---------------------- | ------------------ | -------------------------- | --- |
| Tendapas                | 1871 m | weg                    | Nee                    | Limone Piemonte    | Tende                      | Tendapastunnel (wegverkeer) en Tendapastunnel (spoortunnel) onder de pas                                          |
| Lombardapas             | 2351   | weg                    | Nee                    | Isola              | Vinadio                    | |
| Colle della Maddalena   | 1996   | weg                    | Nee                    | Jausiers           | Argentera                  | |
| Col de Mary             | 2641   | wandelpad              |                        | Maurin             | Acceglio                   | |
| Col de Longet           | 2650   | wandelpad              |                        | Maurin             | Casteldelfino              | |
| Agnelpas                | 2744   | weg                    | Nee                    | Molines-en-Queyras | Casteldelfino              | |
| Col Lacroix             | 2299   | wandelpad              |                        | Ristolas           | Bobbio Pellice             | Laagste pas tussen de Montgenèvrepas en de Tendapas                                                               |
| Montgenèvrepas          | 1854   | weg                    | Ja                     | Briançon           | Cesana Torinese            | |
| Col de l'Échelle        | 1779   | weg                    | Nee                    | Névache            | Bardonecchia               | |
| Col du Mont-Cenis       | 2084   | weg                    | Nee                    | Lanslebourg        | Susa                       | Functie grotendeels overgenomen door Fréjustunnel                                                                 |
| Kleine Sint-Bernhardpas | 2188   | weg                    | Nee                    | Séez               | Prè-Saint-Didier           | |
| Grote Sint-Bernhardpas  | 2469   | weg (+ wegtunnel)      | Nee                    | Martigny           | Aosta                      | Enige pas in de Penninische Alpen Grote Sint-Bernhardtunnel onder pas                                             |
| Simplonpas              | 2005   | weg                    | Ja                     | Brig               | Varzo                      | Grens tussen de Penninische en Lepontische Alpen. Simplontunnel (spoor) onder de pas.                             |
| Albrunpas               | 2409   | wandelpad              |                        | Binn               | Baceno                     | |
| Nufenenpas              | 2478   | weg                    | Nee                    | Ulrichen           | Airolo                     | |
| Gotthardpas             | 2108   | weg                    | Nee                    | Göschenen          | Airolo                     | Spoorwegtop- en basistunnel + wegtunnel onder de pas                                                              |
| Lukmanierpas            | 1916   | weg                    | Ja                     | Disentis           | Biasca                     | |
| San Bernardinopas       | 2066   | weg                    | Nee                    | Hinterrhein        | San Bernardino             | wegtunnel onder de pas                                                                                            |
| Splügenpas              | 2155   | weg                    | Nee                    | Splügen            | Campodolcino               | Grens tussen de Oostelijke en Westelijke Alpen                                                                    |
| Septimerpas             | 2310   | wandelpad              |                        | Surses             | Chiavenna                  | |
| Malojapas               | 1815   | weg                    | Ja                     | Silvaplana         | Chiavenna                  | |
| Berninapas              | 2328   | weg + spoorweg         | Ja                     | Samedan            | Tirano                     | |
| Forcola di Livigno      | 2315   | weg                    | Nee                    | Livigno            | Tirano                     | |
| Foscagnopas             | 2291   | weg                    | Ja                     | Livigno            | Valdidentro                | |
| Fraelepas               | 1955   | wandelpad / weg        |                        | Lago di Livigno    | Valdidentro                | |
| Ofenpas                 | 2149   | weg                    | Ja                     | Zernez             | Santa Maria                | |
| Reschenpas              | 1504   | weg                    | Ja                     | Landeck            | Meran                      | Grens tussen Oostelijke en de Westelijke Rätische Alpen                                                           |
| Timmelsjoch             | 2474   | weg                    | Nee                    | Sölden             | Sankt Leonhard in Passeier | |
| Brennerpas              | 1375   | autosnelweg + spoorweg | Ja                     | Innsbruck          | Sterzing                   | Grens tussen de Rätische en de Westelijke Tauern Alpen                                                            |
| Felbertauernpas         | 2481   | wandelpad              |                        | Mittersill         | Matrei                     | Felbertauerntunnel onder de pas                                                                                   |
| Großglocknerpas         | 2505   | weg                    | Nee                    | Zell am See        | Heiligenblut               | Grens tussen Centrale en Oostelijke Hohe Tauern                                                                   |
| Niederer Tauern         | 2414   | wandelpad              |                        | Bad Gastein        | Mallnitz                   | Tauernspoortunnel onder de pas                                                                                    |
| Arlscharte              | 2252   | wandelpad              |                        | Hüttschlag         | Malta in Kärnten           | |
| Murtörl                 | 2260   | wandelpad              |                        | Hüttschlag         | Muhr                       | Klassieke grens tussen Hohe Tauern en Niedere Tauern                                                              |
| Radstädter Tauern       | 1738   | weg                    | ?                      | Radstadt           | Mauterndorf                | Soms gezien als oostelijke grens van 'echte Alpen', alternatieve grens tussen de Hohe Tauern en de Niedere Tauern |
| Sölkpas                 | 1790   | weg                    | Nee                    | Schladming         | Murau                      | |
| Triebener Tauern        | 1274   | weg                    | Ja?                    | Trieben            | Judenburg                  | |